# Brzozów (powiat sokołowski)
Brzozów – wieś w Polsce położona w województwie mazowieckim, w powiecie sokołowskim, w gminie Sokołów Podlaski. Ma status sołectwa.
Wierni kościoła rzymskokatolickiego należą do parafii św. Jana Chrzciciela w Czerwonce Grochowskiej

## Historia
Na północ od drogi Węgrów - Sokołów Podlaski w kierunku lasu Zapaśnia znajduje się na piaszczystej wydmie wczesnośredniowieczne cmentarzysko szkieletowe z XI wieku. Pierwsze wzmianki o Brzozowie można znaleźć w księgach parafii Czerwonka Grochowska. Dowiadujemy się z nich, że miejscowość ta nosiła dawniej nazwę "Brzozowo" i należała do parafii Czerwonka Grochowska. W późniejszych źródłach figuruje informacja, że niegdyś istniał w Brzozowie folwark, który był częścią majątku Kolonia Grochów, należącego do Władysława Rawicza. W czasach gospodarowania Władysława Rawicza majątek liczył 514 morgów oraz siedemnaście drewnianych budynków. Do dziś zachował się tylko jeden drewniany budynek z tamtego okresu. Po straceniu Władysława Rawicza, dobra w Brzozowie kupili Wyszomirscy. Ostatnim właścicielem majątku był Józef Wyszomirski. Zmarł 14 września 1900 roku w wieku 38 lat. Jego pomnik z granitu znajduje się na cmentarzu w Czerwonce Grochowskiej. Po śmierci Józefa Wyszomirskiego właścicielką została Natalia Joanna Wyszomirska. W 1905 r. majątek podzielono a części sprzedano różnym właścicielom. 
Drewniany dworek Wyszomirskiego znajdował się w Kolonii Brzozów na terenie obecnej posesji Pieniaków. Jedyną pozostałością po niegdyś istniejącym zespole są stare lipy i jesiony.

## Położenie
Wieś duchowna Brzozow położona była w 1795 roku w ziemi drohickiej województwa podlaskiego. W latach 1975–1998 miejscowość należała administracyjnie do województwa siedleckiego. Główna część domów rozciągnięta jest wzdłuż drogi. Od wschodu Brzozów bezpośrednio graniczy ze wsią administracyjnie odrębną o nazwie Brzozów-Kolonia. Na południu zaś znajduje się Zapaśnia, zawdzięczająca swoją nazwę położeniu "za pasem" pól. Zapaśnia to miejscowość należąca pod względem administracyjnym do Kolonii Brzozów.
W Brzozowie mieszkała matka Ottona Warpechowskiego (1917-1945), archeologa i historyka regionu Podlasia i Mazowsza, który zasłynął uratowaniem Zamku w Liwie przed rozbiórką. Sam Otto Warpechowski również mieszkał jakiś czas w Brzozowie, ukrywając się przed hitlerowcami.
Wieś Brzozów leży na trasie Sokołów Podlaski - Węgrów - Warszawa, 5 km od Sokołowa Podlaskiego, 94 km od Warszawy na niebezpiecznym zakręcie drogowym. Na tymże zakręcie, na słupie elektrycznym znajduje się bocianie gniazdo, odwiedzane corocznie przez bociany. Gniazdo przyciąga wycieczki rowerowe odbywające się pod hasłem "Na szlaku bocianich gniazd".
We wsi znajduje się sklep spożywczy i punkt skupu mleka. Brzozów był niegdyś typowo rolniczą miejscowością, dziś większość mieszkańców do pracy dojeżdża do Sokołowa Podlaskiego.

## Brzozów dziś
W 2006 roku odnowiono nawierzchnię asfaltową na trasie Sokołów Podlaski - Węgrów - Warszawa.
W 2007 roku zaniedbany budynek świetlicy został odnowiony wspólnym wysiłkiem mieszkańców wsi i stanowi obecnie obiekt, w którym odbywają się wiejskie uroczystości oraz zebrania społeczności wiejskiej.
Obok budynku znajduje się zbiornik przeciwpożarowy nazywany przez mieszkańców "stawem". Niegdyś staw w Brzozowie był miejscem połowów ryb, dziś zbiornik jest niemal zupełnie zarośnięty trzciną.
W 2009 roku zbudowano chodnik wzdłuż głównej drogi.
5 maja 2013 odsłonięto obelisk ku czci Ottona Warpechowskiego - archeologa i historyka zasłużonego dla regionu.
W 2015 roku postawiono w Brzozowie wiatrak elektrowni wiatrowej.
Zamieszkali w Brzozowie wierni wyznania rzymskokatolickiego należą do parafii pw. Św Jana Chrzciciela w Czerwonce.